# Sal Rei
Sal Rei est une localité du Cap-Vert, située au nord-ouest de l'île de Boa Vista, dans les îles de Barlavento. Siège de la municipalité (concelho) de Boa Vista, c'est une « ville » (cidade) – un statut spécifique conféré automatiquement à tous les sièges de municipalités depuis 2010.

## Population
Lors des recensements de 2000 et 2010, le nombre d'habitants était respectivement de 1 995 et 5 406. En 2012 il est estimé à 6 357.